# Donja Dobra
Donja Dobra – wieś w Chorwacji, w żupanii primorsko-gorskiej, w gminie Brod Moravice. W 2011 roku liczyła 212 mieszkańców.